# Alive Last Evolution
Alive Last Evolution (アライブ -最終 進化的 少年-, Araibu - Saishū Shinkateki Shōnen) est un shōnen manga écrit par Tadashi Kawashima et illustré par Adachitoka. Il a été prépublié entre octobre 2003 et février 2010 dans le magazine Monthly Shōnen Magazine de Kōdansha et a été compilé en un total de vingt-et-un tomes. La version francophone est éditée en intégralité par Pika Édition.
Une adaptation en série télévisée d'animation avait été annoncée en juin 2008, mais le projet a été annulé en juin 2010.

## Synopsis
Ayant perdu ses parents jeune, Taisuke Kanô lycéen vit désormais seul avec sa sœur aînée, Yôko, qui travaille dans son école en tant que médecin scolaire. Il n’hésite pas à venir régulièrement au secours de Hirose, un ami qui se fait souvent brimer par d'autres adolescents. Taisuke partage également avec Megumi, une amie d’enfance, une relation très forte.
Leur existence va prendre un tout autre tournant le jour où, sous un ciel devenu subitement sombre, le turbulent lycéen se voit comme foudroyé par une vision, lui perdu dans l’espace, alors qu’il se trouve en classe. Peu de temps après, une jeune femme se défenestre et s’écrase à ses pieds, un sourire étrange aux lèvres, en pleine rue. Elle meurt sur le coup. C’est le début d’une grande vague de suicides qui frappe non seulement le Japon, mais aussi le monde entier. Un virus semble à l’origine de cette hécatombe, pandémie macabre d’un nouveau genre. Mais le plus curieux, dans toute cette histoire, est peut-être le fait que Taisuke, loin de se sentir oppressé par cette atmosphère sinistre, trouve au contraire le sort de toutes les personnes décédées enviables. Comme si la mort était ici synonyme de bonheur et de félicité…
On découvrira par la suite l'apparition d'individus ayant survécu à cet étrange virus et ayant acquis par la même occasion, des pouvoirs extraordinaires.

## Personnages

### Personnages principaux
Taisuke Kano (叶 太輔, Kanô Taisuke)
C'est le personnage central du manga. Lycéen banal ayant perdu ses parents et vivant avec sa sœur. Il essaye désespérément de sauver ses amis Megumi Ochiai et Yuîchi Hirose. Il est tout de même doté d'un fort caractère qui lui attire souvent des problèmes : lui qui est si nul en bagarre !
Yûta Takizawa (瀧沢 勇太, Takizawa Yūta)
Petit garçon très perturbé par le suicide de sa mère, il essaiera d'abord de tuer Taisuke ainsi que d'autres personnes étrangères à l'histoire en les enfermant dans un milieu non-renouvelé en oxygène, eau, et complètement coupé avec l'extérieur. Il se liera pourtant très vite d'amitié avec Taisuke et le suivra dans ses péripéties.
Nami Kusunoki (楠 奈美, Kusunoki Nami)
Nami a le pouvoir de former de la glace, elle semble être une experte en arts martiaux. Son jeune frère, Satoru, a été tué par Kanon dans une explosion, sous les yeux de Nami.

### Bande de Katsumata
Shigeki Katsumata (勝又 重喜, Katsumata Shigeki)
Ancien inspecteur, chef des camarades, il reçoit des ordres d'un personnage mystérieux afin de créer une révolution planétaire. Il semble manipuler tous les évènements de l'histoire (jusqu'à un certain point), c'est une personne difficile à surprendre et calculatrice.
Yuichi Hirose (広瀬 雄一, Hirose Yūichi)
Il était le meilleur ami de Taisuke, et était d'un caractère calme, timoré et effacé, mais depuis qu'il possède son pouvoir, il s'est métamorphosé et entretient alors une grande rancœur envers Taisuke. Il kidnappe Megumi Ochiai et s'enfuit pendant une nuit, sous les yeux de Taisuke.
Takumi Yura (由良 匠, Yura Takumi)
D'apparence et de comportement assez cinglé, il manipule des boules d'air de très haute densité créant des explosions destructrices. Il n'a pas l'air de prendre spécialement parti, c'est juste quelqu'un qui observe et participe pour embellir le "tableau". C'est un excellent peintre qui ne finit jamais ses œuvres. Et si jamais cela lui arrive, il détruira son œuvre car il n'aime que ce qui est éphémère, y compris sur la vie des gens. Il a remarqué qu'Yuichi Hirose était étrange car il n'arrive pas à lui dessiner un visage.
Kenichirô Morio (森尾 健一郎, Morio Kenichirō)
Il manipule l'air, créant des lames de vent afin de déchiqueter ses victimes. Il se dit défiguré par Taisuke et il lui en veut personnellement.
Gô Okada (岡田 剛, Okada Gō)
D'apparence Otaku, son pouvoir se nomme "le serment de la mort", dès que sa victime rompt la promesse qu'elle a passé avec lui, la mort vient l'emmener.
Kanon Mitachi (御館 華音, Mitachi Kanon)
Jeune fille rousse, de caractère instable, elle a le pouvoir de faire exploser les objets métalliques. Elle est pourchassée par Nami, car Kanon a tué son jeune frère, Satoru.
Akuro
Mystérieux personnage, son cœur qui repose au fond d'un lac semble posséder un étrange et grand pouvoir.
Hideo Asô (麻生 英雄, Asō Hideo)
Prêtre connaissant les arts martiaux, qui considère désormais que la vie humaine est un péché. Il a le pouvoir de pétrifier les êtres vivants. Il leur accorde selon lui la rédemption et le repos de l'âme.
Ron Hasegawa (長谷川 論, Hasegawa Ron)
Petit garçon compagnon de Hideo Asô, il peut devenir liquide et veut toujours jouer avec quelqu'un.

### Autres personnages
Yoko Kanō (叶 陽子, Kanō Yōko)
Grande sœur de Taisuke, c'est aussi le médecin scolaire. Elle a un fort caractère et s'inquiète toujours pour son frère qu'elle protège et éduque seule.
Megumi Ochiai (落合 恵, Ochiai Megumi)
Amie d'enfance de Taisuke et Yûichi. Elle sera prise en otage par ce dernier.
Ryô Fukiishi (吹石 稜, Fukiishi Ryō)
Une routière qui va aider Taisuke.
Kyôko Amamiya (雨宮 今日子, Amamiya Kyōko)
Journaliste pour un hebdomadaire, qui décide de découvrir la vérité sur les suicides en série.
Masashi Oda (小田 正志, Oda Masashi)
Assistant de Kyôko Amamiya.
Haruka Tachibana
Fille du propriétaire d'une auberge où se sont arrêtés Taisuke, Yûta et Nami.
Kiyomitsu Misaki
Un vieil homme aveugle capable de voir le passé et l'avenir de quelqu'un dès qu'il le touche.

## Manga
La série, écrite par Tadashi Kawashima et dessinée par Adachitoka, a débuté en octobre 2003 dans le magazine Monthly Shōnen Magazine. Le premier volume relié est édité le 17 novembre 2003 par Kōdansha. Le dernier chapitre est paru en février 2010, et le vingt-et-unième et dernier tome est sorti le 17 mai 2010. Les derniers chapitres ont été écrits à l'hôpital à la suite d'un cancer du foie du scénariste entraînant son décès en juin 2010,.
La version française est éditée par Pika Édition depuis avril 2008. La série est également éditée en Amérique du Nord par Del Rey Manga (huit volumes sortis), en Italie par GP Publishing et en Indonésie par M&C Comics.

### Liste des volumes
| no | Japonais         | Japonais          | Français          | Français          |
| no | Date de sortie   | ISBN              | Date de sortie    | ISBN              |
| --- | ---------------- | ----------------- | ----------------- | ----------------- |
| 1 | 17 novembre 2003 | 4-06-333914-9     | 9 avril 2008      | 978-2-84599-848-3 |
| Liste des chapitres : - Chapitre 1 : Quel chemin vas-tu choisir ? Suicide party. - Chapitre 2 : C'est un ami à toi, non ? He sais that... - Chapitre 3 : Je te protégerai. Please Mom, don't leave me alone! |                  |                   |                   |                   |
| 2 | 17 décembre 2003 | 4-06-333917-3     | 4 juin 2008       | 978-2-84599-875-9 |
| 3 | 17 juin 2004     | 4-06-333936-X     | 20 août 2008      | 978-2-84599-902-2 |
| 4 | 15 octobre 2004  | 4-06-370960-4     | 8 octobre 2008    | 978-2-84599-928-2 |
| 5 | 17 février 2005  | 4-06-370976-0     | 3 décembre 2008   | 978-2-84599-957-2 |
| 6 | 17 juin 2005     | 4-06-370996-5     | 4 février 2009    | 978-2-8116-0003-7 |
| 7 | 17 octobre 2005  | 4-06-371013-0     | 8 avril 2009      | 978-2-8116-0030-3 |
| 8 | 16 février 2006  | 4-06-371029-7     | 3 juin 2009       | 978-2-8116-0064-8 |
| 9 | 16 juin 2006     | 4-06-371050-5     | 19 août 2009      | 978-2-8116-0091-4 |
| 10 | 17 octobre 2006  | 4-06-371064-5     | 21 octobre 2009   | 978-2-8116-0122-5 |
| 11 | 16 février 2007  | 978-4-06-371080-9 | 2 décembre 2009   | 978-2-8116-0152-2 |
| 12 | 15 juin 2007     | 978-4-06-371094-6 | 17 février 2010   | 978-2-8116-0214-7 |
| 13 | 17 octobre 2007  | 978-4-06-371114-1 | 16 juin 2010      | 978-2-8116-0289-5 |
| 14 | 15 février 2008  | 978-4-06-371114-1 | 19 octobre 2010   | 978-2-8116-0355-7 |
| 15 | 17 juin 2008     | 978-4-06-371155-4 | 16 mars 2011      | 978-2-8116-0430-1 |
| 16 | 17 octobre 2008  | 978-4-06-371162-2 | 21 septembre 2011 | 978-2-8116-0541-4 |
| 17 | 17 février 2009  | 978-4-06-371182-0 | 14 mars 2012      | 978-2-8116-0632-9 |
| 18 | 17 juin 2009     | 978-4-06-371198-1 | 20 mars 2013      | 978-2-8116-1112-5 |
| 19 | 16 octobre 2009  | 978-4-06-371211-7 | 18 septembre 2013 | 978-2-8116-1222-1 |
| 20 | 17 février 2010  | 978-4-06-371229-2 | 2 avril 2014      | 978-2-8116-1417-1 |
| 21 | 17 mai 2010      | 978-4-06-371229-2 | 13 août 2014      | 978-2-8116-1557-4 |